# Liste der Gemälde in der Theresianischen Militärakademie

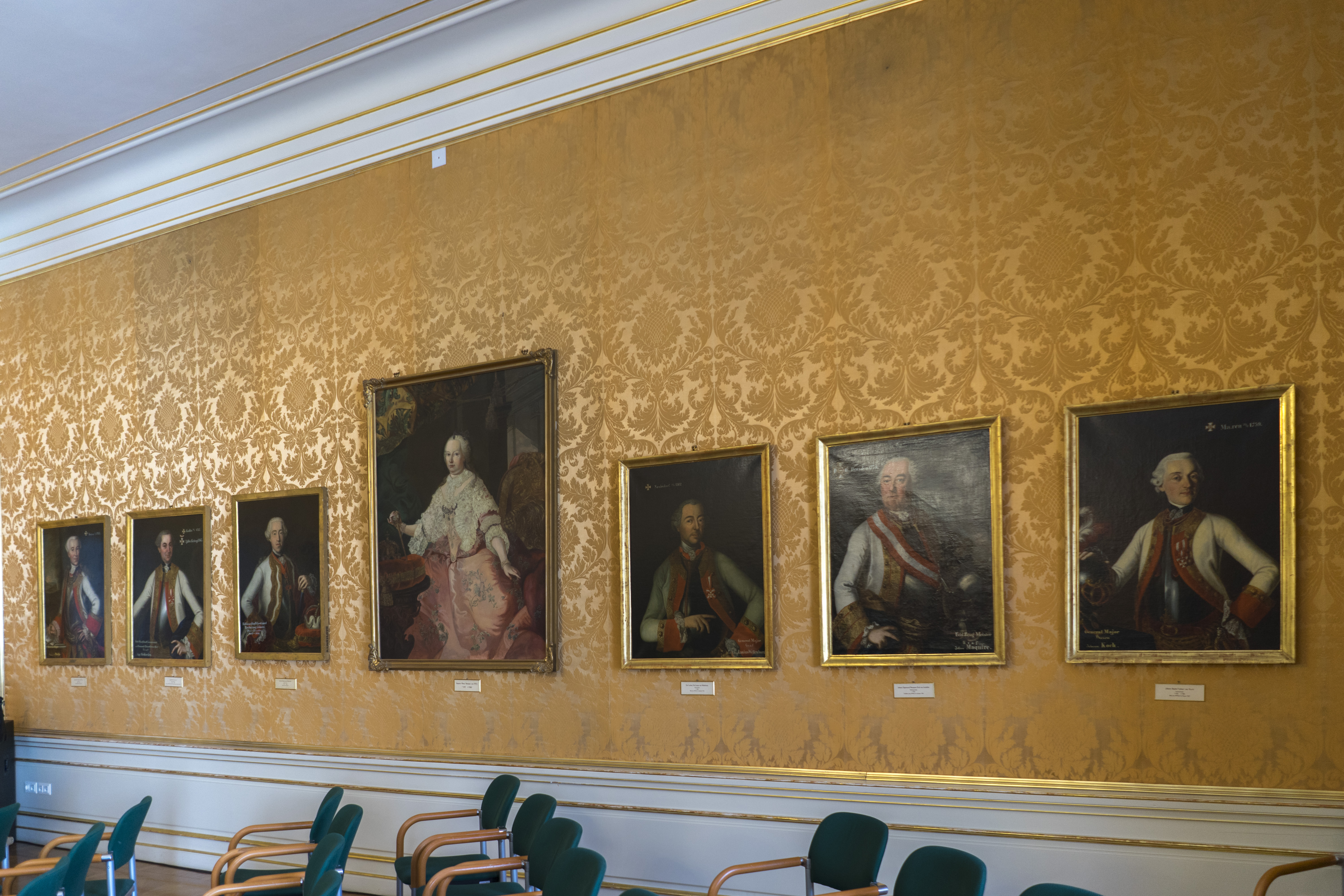
Maria-Theresien-Rittersaal

Diese Liste nennt Gemälde, die sich derzeit in der Theresianischen Militärakademie in der Wiener Neustädter Burg befinden, von folgenden Personen. Sie erhebt keinen Anspruch auf Vollständigkeit.
- Karl Ritter Döll von Grünheim (1794–1854), Feldmarschallleutnant[1]
- Karl Franz I. Stephan von Lothringen (1708–1765), Kaiser des HRR
- Leopold Freiherr von Haan (1806–1879), Generalmajor
- Franz Magdich von Magdenau (1793–1868), Generalmajor
- Heinrich Freiherr von Handel (1806–1887), Feldmarschallleutnant[2]
- Friedrich Packeny Freiherr von Kielstätten (1817–1889), Generalmajor
- Hermann Chiolich von Löwensberg (1825–1907), Feldmarschallleutnant[3]
- Peter Christoph Freiherr von Walbrun († ca. 1770), Generalmajor
- Benedikt Bernhard Graf Daun (1717–1766), Feldzeugmeister
- Karl Freiherr von Dungern (* ca. 1760), Feldzeugmeister
- Sigmund von Burrmann († 1784), Generalmajor
- Wilhelm Freiherr von Lebzeltern (1787–1869), Feldmarschallleutnant
- Joseph Wenzel Graf Radetzky von Radetz (1766–1858), Feldmarschall
- Franz Ludwig Freiherr von Welden (1782–1853), Feldzeugmeister
- Anton Freiherr von Schönfeld (1827–1898), Feldmarschallleutnant
- Eugen Wilhelm Graf Haugwitz (1777–1867), Feldmarschallleutnant, Ritter und Landkomtur der Ballei Österreich des Deutschen Ordens
- Erzherzog Rainer von Österreich (1827–1913), General der Infanterie und Oberkommandierender der k.k. Landwehr[4]
- Erzherzog Franz Ferdinand von Österreich-Este (1863–1914), Thronfolger
- Erzherzog Albrecht von Österreich (1817–1895), Feldmarschall und Generalinspektor der österreichisch-ungarischen Armee
- Erzherzog Peter Ferdinand von Österreich (1874–1948), General
- Erzherzog Josef Ferdinand von Österreich (1872–1942), Generaloberst
- Philip Pollini (1818–1849), Hauptmann
- Christiane Gräfin Wittgenstein-Homburg († 1724)
- Moritz Ritter von Brunner (1839–1904), Generalmajor
- Josef Fabisch (1807–1872), Generalmajor
- Peter Prokop Graf Morzin (1768–1855), Generalmajor
- Viktor Joseph von Panz (1830–1912), Feldmarschallleutnant
- Raimund Gerba (1848–1918), General der Infanterie
- Ernst Hartung (1808–1879), Feldzeugmeister
- Alexander Brasseur Ritter von Kehldorf (1776–1844), Generalmajor
- Kronprinz Rudolf (1858–1889), Feldmarschallleutnant
- Emmerich Freiherr von Stein (1762–1835), Feldmarschallleutnant
- Othmar Crusiz (1834–1924), Generalmajor
- Theodor Franz Graf Baillet von Latour (1780–1848), Feldzeugmeister
- Eugen Graf Wratislaw von Mittrowitz (1786–1867), Feldmarschallleutnant
- Ludwig Ritter von Thierry (1753–1810), Generalmajor
- Ludwig Reichsgraf von Pergen (1805–1850), Generalmajor
- Ferdinand Freiherr von Bauer (1825–1893), Feldzeugmeister
- Johann Baptist Graf Goyuse (weitere Daten unbekannt), Generalmajor
- Ludwig Ritter von Kosak (1834–1897), Feldmarschallleutnant
- Julius von Payer (1841–1915), Oberleutnant
- Adolph Schiller Freiherr von Herdern (1806–1874), Feldmarschallleutnant
- Eduard Mingazzi di Modigliani (1828–1906), Generalmajor
- Richard von Müller (1867–1950), Feldmarschallleutnant
- Peter Freiherr von Hofmann (1865–1923), General der Infanterie
- Friedrich Freiherr von Tomann (1890–1955), Major
- Wilhelm Ritter Cavallar von Grabensprung (1889–1957), Hauptmann
- Georg von Dragicevic (1890–1980), Hauptmann
- Friedrich R. v. Müller (1822–1892), Generalmajor
- Moritz Edler von Reichhold (1839–1900), Generalmajor
- Hermann von Rigele (* 1891), Linienschiffsleutnant
- Ludwig von Goiginger (1863–1931), Feldmarschallleutnant
- Otto Redlich von Redensbruck (1873–1926), Generalmajor
- Joseph Ritter Roth von Limanowa-Lapanow (1859–1927), Generaloberst
- Theodor Kolowrat - Krakowsky (1806–1875), Generalmajor
- Joseph Freiherr von Schön (1863–1933), Feldmarschallleutnant
- Friedrich Gallina (1791–1846), Oberstleutnant
- Johann Nepomuk Wenzel Freiherr Karwinsky von Karwin (1743–1814), Generalmajor
- Musikkapelle des Infanterie-Regiments Nr. 13
- Friedrich Freiherr von Fischer (1826–1907), Feldmarschallleutnant
- Wilhelm Reichsfreiherr von Baillou[5] (1815–1889), Feldmarschallleutnant
- Anton Bellmond Edler von Adlerhorst (1863–1925), Feldmarschallleutnant
- Guido Novak von Arienti (1859–1928), Feldmarschallleutnant
- Anton Kainz (1876–1958), Generalmajor
- Rudolf Towarek (1885–1959), Generalmajor
- Erwin Starkl (1909–1998), Major
- Ing. Josef Heck (1908–1959), ObstdhmD
- Erich Watzek (1906–2004), Generalmajor
- Alois Nitsch (1915–1989), General
- Joseph Freiherr von Döpfner[6], (1825–1891), Feldzeugmeister
- Franz Freiherr von Gorizutti (1796–1875), Feldmarschallleutnant
- Gustav Edler von Jablonsky (1797–1863), Generalmajor
- Franz Sylvius R. Hannekart[7] (1787–1855), Generalmajor
- Erzherzog Friedrich von Österreich (1856–1936), Generaloberst/Feldmarschall
- Trani-Ulanen (Schlacht von Custoza 1866)
- Michael R. von Trapsia (1838–1896), Generalmajor
- Erwin Freiherr Zeidler von Görz (1865–1945), Feldmarschallleutnant
- Bela von Szilley (1875–1944), Oberst
- Baron de Vierfet, Generalmajor
- Karl Freiherr von Ludwig (1836–1906), Feldmarschallleutnant
- Blasius Dani von Gyarmata und Magyar Cseke (1864–1944), General der Infanterie
- Laval Graf Nugent-Westmeath (1777–1862), Feldmarschall
- Karl Freiherr Pergler von Perglas (1793–1868), Feldmarschallleutnant
- Karl Freiherr von Ludwig (1836–1906), Feldmarschallleutnant
- Johann Michael Wolff, Generalfeldwachtmeister
- Michael Ludwig Edler von Appel (1856–1915), General der Infanterie
- Franz von Hartmann (1833–1902), Feldmarschallleutnant
- Ferdinand I. (1793–1875)
- Franz Joseph I. (1830–1916)
- Karl I. (1887–1922)
- Karl VI. (1685–1740)
- Joseph II. (1741–1790)
- Franz II. (I.) (1768–1835)
- Wilhelm Ritter von Wagner (1835–1928), Feldmarschallleutnant
- Friedrich Ritter Ettmayer von Adelsburg (1839–1902), Feldmarschallleutnant
- Philipp Graf Giuccardi, Generalmajor
- Anton Haggenmüller (1783–1859), Generalmajor
- Johann Anton Freiherr von Tillier (1723–1758), Feldmarschallleutnant
- Erzherzog Eugen von Österreich (1863–1954), Feldmarschall
- Heinrich Freiherr von Pittel (1833–1895), Feldmarschallleutnant
- Franz von Scholl (1772–1838), Feldmarschallleutnant
- Conrad Petrasch[8] (1807–1863), Generalmajor
- Joseph Touissant Bourgeois (1745–1821), Feldmarschallleutnant
- Peter August Picot de Peccaduc Freiherr von Herzogenberg (1767–1834), Feldmarschallleutnant
- Joseph Freiherr von Neustädter[9] (1796–1866), Feldmarschallleutnant
- Alexander Laimel Ritter von Dedina[10] (1802–1868), Generalmajor
- Leopold Rzikowsky Freiherr von Dobrschitz[11] (1810–1867), Feldmarschallleutnant
- Karl Hofmann von Donnersberg (1816–1885), Feldmarschallleutnant
- Karl Kellner von Köllenstein (1802–1883), Generalmajor
- Julius von Wurmb[12] (1804–1875), Generalmajor
- Johann Alfred Freiherr von Henikstein (1810–1882), Generalmajor
- Kajetan Franz Xaver Graf Kolowrat (1689–1766), Feldmarschall
- Franz Stransky Edler von Dresdenburg (1831–1902), Generalmajor
- Maximillian Freiherr von Catinelli (1840–1907), Generalmajor
- Alois Pokorny Freiherr von Fürstenschild (1811–1876), Generalmajor
- Heinrich Ritter von Keil (1826–1911), Feldmarschallleutnant
- Friedrich von Baumgarten (1825–1878), Oberst
- Gustav Friedrich Herzog zu Sachsen-Weimar-Eisenach (1827–1892), Generalmajor
- Johann Erzherzog von Österreich (1782–1859), Feldmarschall
- Franz Freiherr Kuhn von Kuhnenfeld (1817–1896), Major
- Ludwig Fröhlich Ritter von Elmbach und Groara (1823–1902), Generalmajor
- Wenzel Freiherr Ebner von Eschenbach[13] (1743–1795), Feldmarschallleutnant
- Laurenz Ritter von Zaremba[14] (1824–1895), Generalmajor
- Johann Graf von Nobili[15] (1758–1823), Feldmarschallleutnant